# Delta Machine
Delta Machine je třinácté studiové album britské hudební skupiny Depeche Mode. Je to zároveň první album skupiny, které vyšlo pod labelem Columbia Records. Album poprvé vyšlo 22. března 2013 v Německu a Irsku, 25. března 2013 ve Velké Británii a následujícího dne v USA. Jeho producentem je jako v případě předešlých dvou alb Ben Hillier. Podle kritiků šlo po albu Ultra o nejtvrdší a nejtemnější album skupiny.

## Seznam skladeb
Všechny skladby napsal(i) Martin Gore, pokud není uvedeno jinak. 
| Pořadí | Název                | Autor                   | Délka |
| ------ | -------------------- | ----------------------- | ----- |
| 1.     | Welcome to My World  |                         | 4:56  |
| 2.     | Angel                |                         | 3:57  |
| 3.     | Heaven               |                         | 4:03  |
| 4.     | Secret to the End    | Dave Gahan, Kurt Uenala | 5:12  |
| 5.     | My Little Universe   |                         | 4:24  |
| 6.     | Slow                 |                         | 3:46  |
| 7.     | Broken               | Dave Gahan, Kurt Uenala | 3:58  |
| 8.     | The Child Inside     |                         | 4:16  |
| 9.     | Soft Touch/Raw Nerve |                         | 3:26  |
| 10.    | Should Be Higher     | Dave Gahan, Kurt Uenala | 5:04  |
| 11.    | Alone                |                         | 4:27  |
| 12.    | Soothe My Soul       |                         | 5:22  |
| 13.    | Goodbye              |                         | 5:03  |

### Bonusové skladby
| Pořadí | Název                | Autor                   | Délka |
| ------ | -------------------- | ----------------------- | ----- |
| 14.    | Long Time Lie        | Martin Gore, Dave Gahan | 4:22  |
| 15.    | Happens All The Time | Dave Gahan, Kurt Uenala | 4:20  |
| 16.    | Always               |                         | 5:07  |
| 17.    | All That's Mine      | Dave Gahan, Kurt Uenala | 3:23  |